# Denmark, Maine
Denmark är en kommun (town)  i Oxford County i den amerikanska delstaten Maine med en yta av 125,9 km² och en folkmängd som uppgår till 1 148 invånare (2010). Den har enligt United States Census Bureau en area på 125,9 km². 

## Kända personer från Denmark
- Hazen S. Pingree, politiker